# Weihermühle (Neukirchen-Balbini)
Weihermühle ist ein Ortsteil des Marktes Neukirchen-Balbini im Landkreis Schwandorf des Regierungsbezirks Oberpfalz im Freistaat Bayern.

## Geografie
Weihermühle liegt 700 Meter südwestlich der Staatsstraße 2040, 3 Kilometer südöstlich von Neukirchen-Balbini an der Mündung des Horatzbaches in den Hiltenbach.

## Geschichte
Laut Gewerbesteurkataster von 1810 hatte die Weihermühle ein Anwesen, eine Mühle mit 2 Gängen und eine Schneidsäge. Sie war dem Paur zu Waffenbrunn lehnbar. Die Mühle lief nur mittelmäßig, weil es mehrere Müller in der Gegend gab und öfters Wassermangel herrschte. In diesem Dokument wurden Streitigkeiten des Amtes Wetterfeld mit dem Amt Neunburg vorm Wald über die Mühle berichtet. Dabei wurde erwähnt, dass diese Mühle schon seit mehr als 100 Jahren (also mindestens seit 1710) zum Pfleggericht Wetterfeld gehört.
1808 wurde die Verordnung über das allgemeine Steuerprovisorium erlassen. Mit ihr wurde das Steuerwesen in Bayern neu geordnet und es wurden Steuerdistrikte gebildet. Dabei kam Weihermühle zum Steuerdistrikt Enzenried. Der Steuerdistrikt Enzenried bestand aus den Ortschaften Dehnhof mit 1 Anwesen, Enzenried mit 9 Anwesen, Goppoltsried mit 7 Anwesen, Grottenthal mit 1 Anwesen, Hansenried mit 13 Anwesen, Hippoltsried mit 3 Anwesen, Oed bei Goppoltsried (Oedhof) mit 2 Anwesen, Rodlseign mit 1 Anwesen, Weihermühle mit 1 Anwesen, Wirnetsried mit 1 Anwesen, Ziegenmühle mit 2 Anwesen.
1820 wurden im Landgericht Neunburg vorm Wald Ruralgemeinden gebildet. Dabei kam Weihermühle zur Ruralgemeinde Hansenried. Zur Ruralgemeinde Hansenried gehörten die Dörfer Dehnhof mit 1 Familie, Enzenried mit 11 Familien, Hansenried mit 13 Familien, Thanried mit 11 Familien, Weihermühle mit 1 Familie, Ziegenmühle mit 2 Familien. 1864 kam Scheiblhof hinzu.
1978 wurde die Gemeinde Hansenried aufgelöst. Thanried kam zur Gemeinde Stamsried. Alle anderen Gemeindeteile einschließlich Weihermühle kamen zur Gemeinde Neukirchen-Balbini.
Weihermühle gehört zur Pfarrei Neukirchen-Balbini. 1997 hatte Weihermühle 6 Katholiken.

## Einwohnerentwicklung ab 1809
| Jahr | Einwohner | Gebäude |
| ---- | --------- | ------- |
| 1809 | 11        | k. A.   |
| 1820 | 1 Familie | k. A.   |
| 1838 | 8         | 1       |
| 1861 | 9         | 5       |
| 1871 | 22        | 8       |
| 1885 | 9         | 2       |
| 1900 | 5         | 1       |

| Jahr | Einwohner | Gebäude |
| ---- | --------- | ------- |
| 1913 | 6         | 1       |
| 1925 | 6         | 1       |
| 1950 | 11        | 1       |
| 1961 | 6         | 1       |
| 1970 | 8         | k. A.   |
| 1987 | 6         | 1       |
| 2011 | 3         | k. A.   |